# Complejo mayor de histocompatibilidad y selección sexual
Un patógeno es cualquier agente que causa enfermedad. El cuerpo tiene dos mecanismos de defensa para hacer frente a los microorganismos patógenos y otras sustancias nocivas: la reacción  inflamatoria y el desarrollo de una inmunidad adquirida. La inmunidad adquirida se compone de inmunidad humoral o de inmunidad mediada por células, y se desarrolla después del contacto inicial con un agente patógeno,  y se manifiesta por la capacidad de un sistema inmune para luchar contra antígenos extraños.
Todas las células vivas tienen estructuras llamadas antígenos presentes en la superficie celular. Los antígenos son ya sea un polisacárido o una proteína que reacciona específicamente con un receptor de superficie celular o un anticuerpo.
Para cada persona y cada tipo de célula hay diferentes antígenos en la superficie celular. Los únicos antígenos, genéticamente determinados presentes en la superficie celular son determinados por un grupo de genes en el cromosoma 6 en loci 6p21.3 llamado complejo mayor de histocompatibilidad (CMH). En los seres humanos, estos antígenos fueron identificados por primera vez en un tipo de glóbulos blancos llamados leucocitos y fueron llamados, por tanto, antígenos leucocitarios humanos (antígenos HLA). Como resultado, el complejo mayor de histocompatibilidad humano también puede ser llamado el sistema HLA. A menudo en referencia a estos antígenos y el conjunto de genes responsables de estos antígenos los términos MHC y HLA se utilizan indistintamente
Los antígenos de la superficie celular son procesados por las células del sistema inmune del cuerpo en función de su antigenicidad. En concreto, la capacidad antigénica de las proteínas de superficie HLA depende de si son las propias proteínas propios (autoantígenos) o si son las proteínas extrañas de otra persona (no autoantígenos). Las proteínas HLA en las propias células de una persona son reconocidas por el sistema inmune como tal, mientras que los no autoantígenos incitará una respuesta inmune. Originalmente, las proteínas MHC se consideraron de interés sólo en lo que respecta a los trasplantes de órganos porque trasplantes en los que el donante y las células receptoras contenidos diferentes proteínas MHC resultó en el rechazo de órganos a menos que el sistema inmune se suprime. Otros estudios han demostrado MHC que en realidad tienen un papel mucho más importante en el sistema inmunológico de los trasplantes de órganos justa. La región de genes MHC contiene niveles extremadamente altos de densidad de genes y la diversidad; la variación genética dentro de esta región juega un papel vital en la susceptibilidad a las enfermedades autoinmunes, infecciosas, y otras enfermedades.  Los genes del CMH también están involucrados en varias funciones no inmune tales como el olfato y auto/no autorreconocimiento.

## Evolución del CMH y diversidad alélica
Los genes MHC, que controlan la respuesta inmune y la resistencia efectiva contra los patógenos, han sido capaces de mantener un nivel extremadamente alto de diversidad alélica en todo momento y en las diferentes poblaciones enteras. Además de su papel en la función inmune, los estudios sugieren que el MHC también participa en la elección de pareja para muchos vertebrados a través de señales olfativas. Hay varias hipótesis propuestas que abordan cómo el MHC asociado a las preferencias de apareamiento podría ser adaptativa y cómo el MHC ha mantenido su enorme diversidad alélica.